# Niàndoma
Niàndoma - Няндома (rus) - és una ciutat de l'óblast d'Arkhànguelsk, a Rússia.

## Història
Niàndoma fou creada el 1896 al voltant d'una estació de tren, i obtingué l'estatus de vila urbana el 1925 i el de ciutat el 1939.